# Sosipater
Sosipater (grec moderne : Σωσίπατρος) est un personnage du Nouveau Testament et de l'Ancien Testament:
- dans Évangile selon Luc, chap. X[1]. C'est un disciple de Jésus mentionné parmi les Septante disciples. La tradition orthodoxe énumérant les Septante dont « les noms sont inscrits dans les cieux » est associée à un évêque de la fin du IIIe siècle, Dorothée de Tyr, qui n'est connu que par cette nomenclature, et à qui l'on attribue un récit du ministère des Septante, qu'on ne connaît que par une copie du VIIIe siècle.
- dans l’Épître aux Romains (Rm 16:21), Paul le cite parmi ceux qu'il recommande au Seigneur.
- dans le Deuxième livre des Maccabées Mac 12,19,24 , c'est un lieutenant qui seconde Judas Maccabée dans la campagne contre Thimothée, Stratège de Transjordanie[2],[3]